# Нижняя Будаковка
Нижняя Будаковка (укр. Нижня Будаківка) — село, Бодаквянский сельский совет, Лохвицкий район, Полтавская область, Украина.
Код КОАТУУ — 5322681105. Население по переписи 2001 года составляло 398 человек.

## Географическое положение
Село Нижняя Будаковка находится на берегах реки Бодаква и ее притоки Буйлов Яр, на расстоянии в 0,5 км от сёл Червоные Луки и Терновое (ликвидировано).

## История
- 1649 — дата основания.

## Экономика
- Птице-товарная ферма.
- ФХ «Свитанок».

## Объекты социальной сферы
- Школа І—ІІ ст.